# Боровик, Евгений Станиславович
Евгений Станиславович Боровик (11(24).04.1915 — 07.02.1966) — советский физик, член-корреспондент АН УССР (1961).
Родился в Петрограде. Сын Станислава Антоновича Боровика (1882—1958) — физика, специалиста в области спектроскопии, профессора. Единокровный брат Виктора-Андрея Станиславовича Боровика-Романова, академика АН СССР. Отец Андрея Евгеньевича Боровика (17.07.1941 — 28.09.2009) — физика.
После окончания Ленинградского политехнического института (1937) работал инженером на Опытной станции глубокого охлаждения в Харькове (с 1941 г. — в эвакуации в Кемерове).
С 1945 г. — старший научный сотрудник отдела низких температур Физико-технического института АН УССР (Харьков). В 1958 г. создал и возглавил лабораторию по изучению свойств плазмы разрядов при высоком и сверхвысоком давлении.
С 1950 г. — по совместительству заведующий кафедрой сверхвысокого вакуума Харьковского университета, читал курс лекций по ферромагнетизму.
Кандидат (1947, диссертация «Теплопроводность жидкостей»), доктор (1955, «Гальваномагнитные явления и свойства электронов проводимости в металлах») физико-математических наук, профессор (1957).
В 1947 году вместе с Б. Лазаревым разработал криоадсорбционный и криоконденсационный методы получения ультравысокого вакуума.
Выполнил научные работы по теплопроводности жидких азота, метана, этилена, окиси углерода, газообразного азота в широком интервале температур и давлений
Провёл фундаментальные исследования гальваномагнитных явлений, показав существенные различия между свойствами электронов проводимости и свойствами свободных электронов.
Член-корреспондент АН УССР (1961).
Автор более 120 научных работ и изобретений.

## Сочинения
- Лекции по магнетизму: [Для физ. специальностей ун-тов] / Е. С. Боровик, А. С. Мильнер. — Харьков: Изд-во Харьк. ун-та, 1966. — 360 с.
- Лекции по ферромагнетизму: [Учеб. пособие для студентов физ. и физ.-мат. фак. ун-тов УССР] / Е. С. Боровик, А. С. Мильнер. — Харьков: Изд-во Харьк. ун-та, 1960. — 235 с.
- Лекции по магнетизму / Е. С. Боровик, В. В. Еременко, А. С. Мильнер. — [3-е изд., перераб. и доп.]. — М.: Физматлит, 2005. — 510 с. — ISBN 5-9221-0577-9
- Лекции по магнетизму: [Для физ. фак. вузов] / Е. С. Боровик, А. С. Мильнер, В. В. Еременко. — 2-е изд., перераб. и доп. — Харьков: Изд-во Харьк. ун-та, 1972. — 248 с.